# Сократ (фільм)
«Сократ» — художній телефільм режисера Віктора Соколова, за мотивами п'єси Максвелла Андерсона «Босоногий в Афінах». Знятий ТПО Союзтелефільм в співдружності з кінокомпаніями Ленфільм та Петрополь в 1991 році.

## Зміст
Події відбуваються у Стародавній Греції, на стику 5 і 4 століть до н.е. Афіняни зазнали поразки. А зараз спартанці осаджують місто. Правителем стає Критій, нещадний багач. Олігархія бере гору над демократією. Сократа же намагаються виставити винуватцем численних бід і таким чином поквитатися з філософом.

## Ролі
- Григорій Аредаков — Сократ
- Євген Меркур'єв — стражник
- Ольга Матешко — Ксантиппа, дружина Сократа
- Борис Клюєв — Критій
- Олександр Галко — Лікон
- Валентина Якуніна — Феодота
- Георгій Дрозд — Павсаній
- Віктор Степанов — Аніт
- Габріель Воробйов — Мелет
- Віктор Гоголєв — Крітон
- Валерій Кухарешин — Аристокл
- Августин Милованов — Федон
- Сергій Кізас — Сатир
- Олександр Сластін — Креонт
- Лелде Вікмане — Бакхіда
- Анатолій Шведерський — Ферамен

## Знімальна група
- Автор сценарію:: Михайло Кураєв
- Режисер: Віктор Соколов
- Оператор: Едуард Розовський
- Композитор: Шандор Каллош
- Художник: Лариса Шилова
- Художник по костюмах: Валентина Жук